# Косько, Константин Григорьевич
Константин Григорьевич Косько (1894, село Храбустовка, теперь Гродненской области, Белоруссия — 1957, Ленинград, СССР) — советский государственный деятель, министр лёгкой промышленности Украинской ССР. Депутат Верховного Совета УССР 3-го созыва.

## Биография
Родился в семье крестьянина. С 1906 года работал на частных предприятиях городов Белостока и Санкт-Петербурга учеником слесаря.
В 1915—1917 годах — в русской императорской армии, участник Первой мировой войны.
В 1917 году, вернувшись с фронта, вступил в ряды Красной гвардии Петрограда. Служил добровольцем-красногвардейцем Первого Василеостровского Красного полка, был командиром роты и командиром дивизии в РККА. Участник Гражданской войны в России.
Член РКП(б) с 1918 года.
С 1923 года — на руководящей хозяйственной работе, в том числе на ленинградской текстильной фабрике «Красная нить». В 1929 году назначен директором Борисовский зерносовхоза и 7 июня 1931 года «За особо выдающиеся заслуги» при руководстве им награждён Орденом Ленина. Также в разное время возглавлял хлопчатобумажную фабрику в Ленинграде, меланжевый комбинат в Иваново (РСФСР) и Кренгольмскую мануфактуру в Нарве Эстонской ССР.
Затем — на руководящей работе в Народном комиссариате (министерстве) лёгкой промышленности СССР.
В 1949 году и до 8 января 1952 года — министр лёгкой промышленности Украинской ССР.
Умер в 1957 году в Ленинграде, похоронен на Богословском кладбище.

## Награды
- орден Ленина (07 июня 1931) — за особо выдающиеся заслуги в строительстве совхозов
- орден Трудового Красного Знамени
- орден Знак Почета
- медаль «За доблестный труд в Великой Отечественной войне 1941—1945 годов»
- медали